# Norman's Cove-Long Cove
Norman's Cove-Long Cove is een gemeente (town) in de Canadese provincie Newfoundland en Labrador. De gemeente bevindt zich aan de oostkust van het eiland Newfoundland.

## Geschiedenis
In 1970 riep de provincieoverheid het local improvement district Norman's Cove-Long Cove in het leven. De tot dan gemeentevrije plaatsen Norman's Cove en Long Cove werden zo verenigd onder één gemeentebestuur. Reeds vóór 1976 werd Norman's Cove-Long Cove omgevormd tot een rural district. Op basis van de Municipalities Act van 1980 werden rural districts als bestuursvorm afgeschaft en kreeg de gemeente automatisch de status van town.

## Geografie
De gemeente ligt op de istmus van het schiereiland Avalon aan Trinity Bay, in het zuidoosten van Newfoundland. Norman's Cove-Long Cove grenst in het zuiden aan de gemeente Chapel Arm en in het noorden aan de plaats Thornlea. De gemeente wordt doorkruist door provinciale route 201.

## Demografie
Demografisch gezien is Norman's Cove-Long Cove, net zoals de meeste kleine gemeenten op Newfoundland, al decennia aan het krimpen. Tussen 1981 en 2021 daalde de bevolkingsomvang van 1.152 naar 647. Dat komt neer op een daling van 505 inwoners (-43,8%) in 40 jaar tijd.
| Demografische ontwikkeling van Norman's Cove-Long Cove tussen 1971 en 2021 |
| -------------------------------------------------------------------------- |
|                                                                            |
| Bron: Statistics Canada (1971–1986, 1991–1996, 2001–2006, 2011–2016, 2021) |